# Aversi Sogn
Aversi Sogn er et sogn i Næstved Provsti (Roskilde Stift).
Indtil 1895 var Teestrup Sogn fra Ringsted Herred i Sorø Amt anneks til Aversi Sogn. Derefter blev Tybjerg Sogn anneks til Aversi Sogn. Aversi dannede sin egen sognekommune, og Tybjerg gik sammen med Herlufmagle Sogn. Deres sognekommune blev senere delt, så hvert sogn dannede sin egen sognekommune. Alle 3 sogne hørte til Tybjerg Herred i Præstø Amt. I 1963 dannede de 3 sognekommuner Herlufmagle-Tybjerg Kommune. Den blev ved kommunalreformen i 1970 indlemmet i Suså Kommune, der ved strukturreformen i 2007 indgik i Næstved Kommune.
I Aversi Sogn ligger Aversi Kirke.
I sognet findes følgende autoriserede stednavne:
- Assendrup (ejerlav, landbrugsejendom)
- Aversi (bebyggelse, ejerlav)
- Broholmsgård (bebyggelse)
- Lille Aversi (bebyggelse)
- Stavnehuse (bebyggelse)